# Kudamatsu
Kudamatsu (下松市, Kudamatsu-shi) est une ville située dans la préfecture de Yamaguchi, au Japon.

## Géographie

### Situation
Kudamatsu est située dans le sud-est de la préfecture de Yamaguchi, au bord de la mer intérieure de Seto.

### Démographie
En septembre 2020, la population de Kudamatsu s'élevait à 57 342 habitants, répartis sur une superficie de 89,35 km2.

## Histoire
Kudamatsu a acquis le statut de ville en 1939.

## Économie
Une usine de construction ferroviaire appartenant à Hitachi se trouve à Kudamatsu.

## Transports
Kudamatsu est desservie par les lignes Sanyō et Gantoku de la JR West.
La ville possède un port.